# Klingt meine Linde (Märchensammlung)
Klingt meine Linde (schwedisch Sunnanäng) ist ein Buch von Astrid Lindgren. Es handelt sich um eine Märchensammlung, die 1959 erstmals in Schweden bei Rabén & Sjögren veröffentlicht wurde.  Einige Geschichten sind zuvor in schwedischen Zeitschriften erschienen. Eine deutsche Veröffentlichung beim Oetinger Verlag erfolgte 1960, zunächst jedoch ohne die Geschichte Junker Nils von Eka, die erst 1990 dem Buch hinzugefügt wurde.

## Inhalt
- Sonnenau (auch Der rote Vogel, Sunnanäng)
- Die Schafe auf Kapela (Tu tu tu!)
- Klingt meine Linde (Spelar min lind, sjunger min näktergal)
- Junker Nils von Eka (Junker Nils av Eka)

## Hintergrund
Erstmals wurde das Buch 1959 in Schweden unter dem Titel Sunnanäng bei Rabén & Sjögren veröffentlicht. Einige der Kurzgeschichten hatte Astrid Lindgren zuvor in schwedischen Zeitschriften veröffentlicht. In Deutschland erschien das Buch mit dem Titel Klingt meine Linde 1960 beim Oetinger Verlag.
Anna-Liese Kornitzky übersetzte das Buch aus dem Schwedischen ins Deutsche. Illustriert wurde das Buch von Ilon Wikland. Alle Geschichten beginnen mit „Vor langer Zeit, in den Tagen der Armut, da gab es…“, auf Schwedisch „För länge sen i fattigdomens dagar, var där…“.
Die Geschichte Junker Nils von Eka befand sich nicht in der ersten deutschen Ausgabe des Buches, sondern wurde erst in Ausgaben ab 1990 dem Buch hinzugefügt. In einem Briefwechsel mit Louise Hartung berichtet Astrid Lindgren dieser, dass Friedrich Oetinger die Geschichte als nicht geeignet für deutsche Kinder empfand und diese nicht in das Buch Klingt meine Linde aufnehmen wollte. Die Opferung des Junker Nils von Eka für seinen König Magnus würde seiner Ansicht nach narzisstische Gedankengänge bei Jugendlichen wiedererwecken. Der Briefwechsel ist in dem Buch Ich habe auch gelebt! nachzulesen.
Alle Geschichten aus der Märchensammlung wurden in Schweden und anderen Ländern auch einzeln als Bilderbuch oder Novelle veröffentlicht. In Deutschland wurde ausschließlich ein Bilderbuch zu den Geschichten Sonnenau und Klingt meine Linde herausgebracht. Alle Geschichten wurden später in weiteren Büchern, wie Erzählungen und Märchen, Astrid Lindgren erzählt usw. veröffentlicht.
In Schweden wurden alle Geschichten in Hörbuchfassung veröffentlicht. Die Geschichten wurden von Astrid Lindgren gelesen.

## Ausgaben
- Sunnanäng (1959), Rabén & Sjögren, schwedische Originalausgabe
- Klingt meine Linde (1960), Oetinger, übersetzt von Anna-Liese Kornitzky

### Hörbuch
- Märchen, gelesen von Manfred Steffen. Enthält die Geschichten: Rupp Rüpel: das grausigste Gespenst aus Småland; Im Land der Dämmerung; Die Prinzessin, die nicht spielen wollte; Kuckuck Lustig; Die Elfe mit dem Taschentuch; Die Puppe Mirabell; Junker Nils von Eka; Der Drache mit den roten Augen; Die Schafe auf Kapela; Nils Karlsson-Däumling; Sonnenau; Klingt meine Linde; Allerliebste Schwester; Peter und Petra; Im Wald sind keine Räuber